# Uvac
Der Uvac ([ˈuvat͡s], serbisch-kyrillisch Увац) ist ein Fluss im Südwesten Serbiens sowie im Osten der Republika Srpska in Bosnien und Herzegowina. Der rechte und längste Nebenfluss des Lim ist 119 km lang. 

## Lauf
Der Fluss entspringt im Ozrengebirge westlich von Sjenica und fließt dann in die Sjenica-Ebene hinab. Dort vereinigt er sich mit der Vapa, welche eigentlich der längere Quellfluss des Uvac ist und in den Bergen östlich von Sjenica entspringt. Der Uvac wendet sich nun nach Nordwesten, um die tiefen Schluchten der Region Stari Vlah („Alt-Walachien“) zu durchqueren, in denen er mehrmals angestaut wird. Auf diese Weise sind drei große Stauseen entstanden, namentlich Sjeničko jezero, Zlatarsko jezero und Radoinjsko jezero. 
Im Unterlauf fließt der Uvac nun in einem engen Tal zwischen den Gebirgen Pobijenik und Zlatar auf der linken, sowie Zlatibor auf der rechten Seite. Bei Štrpci erreicht er die Grenze von Bosnien und Herzegowina und wendet sich für die letzten 10 km nach Süden, um die bosnisch-serbische Grenze zu bilden. Schließlich mündet der Fluss unterhalb des Ortes Uvac und nordwestlich von Priboj in den Lim.

## Einzugsgebiet
Das Einzugsgebiet des Uvac umfasst etwa 1310 km² und zählt zum Flusssystem der Donau. Der Fluss ist nicht schiffbar. Die wichtigsten Nebenflüsse sind Vapa, Kladnica und Tisovica, die alle von rechts in den Uvac fließen.